# 乔治·格兰瑟姆·贝恩
乔治·格兰瑟姆·贝恩（George Grantham Bain，1865年1月7日—1944年4月20日）是一名美国摄影师，主要拍摄纽约市相关照片。

## 生平
他于1865年1月7日出生于伊利诺伊州芝加哥，父母名叫乔治·贝恩和克拉拉·马瑟，后一家人从芝加哥搬到了密苏里州的圣路易斯。他本科就读于圣路易斯大学，主修化学，后来又在该大学获得法律学位。
毕业后，贝恩成为《圣路易斯环球民主党报》（St. Louis Globe-Democrat）的记者，次年转入《圣路易斯邮报》（St. Louis Post-Dispatch），成为驻华盛顿特区记者。此外，在1898年创办贝恩新闻社（Bain News Service）之前，他还曾在合众国际社工作。
1944年4月20日，他在曼哈頓的贝尔维尤医院去世，享年79岁。

## 遗产
美国国会图书馆收藏有乔治·格兰瑟姆·贝恩的约40,000张玻璃底片和50,000张照片。照片大部分记录的是纽约市的事件 。